# TLC-diszkográfia
A TLC amerikai együttes diszkográfiája. Az együttesek négy stúdióalbuma, tizenhat kislemeze és egy DVD-je jelent meg a LaFace Recordsnál. A TLC az egyik legsikeresebb lánycsapat, az Egyesült Államokban több mint 22 millió albumot adtak el.

## Albumok

### Stúdióalbumok
| Év   | Cím                                                                             | Helyezés | Helyezés | Helyezés | Helyezés | Minősítés           | Eladott példányszám |
| Év   | Cím                                                                             | USA      | UK       | CAN      | NZ       | Minősítés           | Eladott példányszám |
| ---- | ------------------------------------------------------------------------------- | -------- | -------- | -------- | -------- | ------------------- | ------------------- |
| 1992 | Ooooooohhh.... On the TLC Tip - Első stúdióalbum - Megjelent: 1992. február 25. | 14       | —        | —        | 50       | - CAN: platinalemez | - USA: 4 000 000    |
| 1994 | CrazySexyCool - Második stúdióalbum - Megjelent: 1994. november 15.             | 3        | 4        | —        | —        | - EU: platinalemez  | - EU: 1 000 000     |
| 1999 | FanMail - Harmadik stúdióalbum - Megjelent: 1999. február 23.                   | 1        | 7        | —        | 6        | - EU: platinalemez  | - EU: 1 000 000     |
| 2002 | 3D - Negyedik stúdióalbum - Megjelent: 2002. november 6.                        | 6        | 45       | 31       | 45       | - US: platinalemez  | - USA: 1 000 000    |
| 2017 | TLC - Ötödik stúdióalbum - Megjelent: 2017. június 30.                          | 38       | 40       | –        | –        |                     |                     |

### Válogatásalbumok
| Év   | Cím                                                                                             | Helyezés | Helyezés | Helyezés | Helyezés | Minősítés | Eladott példányszám    |
| Év   | Cím                                                                                             | USA      | UK       | CAN      | NZ       | Minősítés | Eladott példányszám    |
| ---- | ----------------------------------------------------------------------------------------------- | -------- | -------- | -------- | -------- | --------- | ---------------------- |
| 2003 | Now and Forever: The Hits - Első válogatásalbum - Megjelent: 2003. szeptember 30.               | 53       | 86       | 25       | —        |           | - világszerte: 600 000 |
| 2007 | Crazy Sexy Hits: The Very Best of TLC - Második válogatásalbum - Megjelent: 2007. augusztus 20. | —        | 57       | —        | —        |           |                        |
| 2009 | We Love TLC - Harmadik válogatásalbum - Megjelent: 2009. március 25.                            | —        | —        | —        | —        |           |                        |

## Kislemezek
| Év   | Kislemez                                                    | Helyezések | Helyezések | Helyezések | Helyezések | Helyezések | Helyezések | Helyezések | Helyezések | Helyezések | Album                                                     | Minősítés         |
| Év   | Kislemez                                                    | U.S.       | UK         | AUS        | NZ         | IRL        | FRA        | SWE        | SWI        | NETH       | Album                                                     | Minősítés         |
| ---- | ----------------------------------------------------------- | ---------- | ---------- | ---------- | ---------- | ---------- | ---------- | ---------- | ---------- | ---------- | --------------------------------------------------------- | ----------------- |
| 1992 | Ain’t 2 Proud 2 Beg                                         | 6          | 13         | 28         | —          | —          | —          | —          | —          | —          | Ooooooohhh.... On the TLC Tip                             | USA: platinalemez |
| 1992 | Baby-Baby-Baby                                              | 2          | 55         | 95         | —          | —          | —          | —          | —          | —          | Ooooooohhh.... On the TLC Tip                             | USA: platinalemez |
| 1992 | What About Your Friends                                     | 7          | 59         | 79         | —          | —          | —          | —          | —          | —          | Ooooooohhh.... On the TLC Tip                             | USA: aranylemez   |
| 1993 | Hat 2 da Back                                               | 30         | —          | —          | —          | —          | —          | —          | —          | —          | Ooooooohhh.... On the TLC Tip                             |                   |
| 1993 | Get It Up                                                   | 42         | —          | —          | —          | —          | —          | —          | —          | —          | Hazug igazság filmzene                                    |                   |
| 1993 | Sleigh Ride                                                 | 43         | —          | —          | —          | —          | —          | —          | —          | —          | Reszkessetek, betörők! 2. – Elveszve New Yorkban filmzene |                   |
| 1994 | Creep                                                       | 1          | 6          | 20         | 4          | 9          | 23         | 56         | 26         | 19         | CrazySexyCool                                             | USA: platinalemez |
| 1995 | Red Light Special                                           | 2          | 18         | 53         | 9          | —          | —          | —          | —          | —          | CrazySexyCool                                             | USA: aranylemez   |
| 1995 | Waterfalls                                                  | 1          | 4          | 4          | 1          | 4          | 5          | 7          | 1          | 5          | CrazySexyCool                                             | USA: platinalemez |
| 1995 | Diggin’ on You                                              | 5          | 18         | 6          | 8          | 21         | —          | —          | 29         | 32         | CrazySexyCool                                             | USA: aranylemez   |
| 1998 | Silly Ho                                                    | 59         | —          | —          | —          | —          | —          | —          | —          | —          | FanMail                                                   |                   |
| 1999 | No Scrubs                                                   | 1          | 3          | 1          | 1          | 1          | 5          | 16         | 5          | 3          | FanMail                                                   | USA: aranylemez   |
| 1999 | I’m Good at Being Bad                                       | —          | —          | —          | —          | —          | —          | —          | —          | —          | FanMail                                                   |                   |
| 1999 | Unpretty                                                    | 1          | 6          | 3          | 3          | 4          | 32         | 8          | 9          | 8          | FanMail                                                   | USA: aranylemez   |
| 1999 | Dear Lie                                                    | 51         | 31         | 35         | 10         | 12         | 40         | 24         | 29         | 26         | FanMail                                                   |                   |
| 2000 | What It Ain’t (Ghetto Enuff) (Goodie Mob featuring TLC)     | —          | —          | —          | —          | —          | —          | —          | —          | —          | World Party                                               |                   |
| 2002 | Girl Talk                                                   | 28         | 31         | 46         | 18         | —          | —          | —          | 96         | 54         | 3D                                                        |                   |
| 2002 | Hands Up                                                    | —          | 107        | —          | —          | —          | —          | —          | —          | —          | 3D                                                        |                   |
| 2003 | Damaged                                                     | 53         | —          | —          | 21         | —          | —          | —          | —          | —          | 3D                                                        |                   |
| 2003 | Turntable                                                   | —          | —          | —          | —          | —          | —          | —          | —          | —          | 3D                                                        |                   |
| 2004 | Come Get Some (featuring Lil Jon & Sean P a YoungBloodzból) | —          | —          | —          | —          | —          | —          | —          | —          | —          | Now & Forever: The Hits                                   |                   |
| 2005 | I Bet (featuring O’so Krispie)                              | —          | —          | —          | —          | —          | —          | —          | —          | —          | Now & Forever: The Hits                                   |                   |
| 2009 | Let’s Just Do It (Lisa Lopez featuring TLC & Missy Elliott) | —          | —          | —          | —          | —          | —          | —          | —          | —          | Eye Legacy                                                |                   |
| 2014 | Gift Wrapped Kiss                                           | —          | —          | —          | —          | —          | —          | —          | —          | —          | –                                                         |                   |
| 2016 | Haters                                                      | —          | —          | —          | —          | —          | —          | —          | —          | —          | TLC                                                       |                   |
| 2016 | Joy Ride                                                    | —          | —          | —          | —          | —          | —          | —          | —          | —          | TLC                                                       |                   |
| 2017 | Way Back                                                    | —          | —          | —          | —          | —          | —          | —          | —          | —          | TLC                                                       |                   |

## Vendégszereplések
| Év   | Dal                                                                   | Album                              |
| ---- | --------------------------------------------------------------------- | ---------------------------------- |
| 1992 | Reversal of a Dog (LaFace Family Cartel with TLC & others)            | Boomerang filmzene                 |
| 1993 | Get It Up                                                             | Hazug igazság filmzene             |
| 1993 | Sleigh Ride                                                           | Reszkessetek, betörők! 2. filmzene |
| 1993 | All I Want for Christmas                                              | A LaFace Family Christmas          |
| 1996 | This Is How It Work                                                   | Az igazira várva filmzene          |
| 1996 | All That Theme Song                                                   | All That filmzene                  |
| 1996 | All That – Outro Theme Song                                           | All That filmzene                  |
| 2002 | Can You Hear Me (Missy Elliott featuring TLC)                         | Under Construction                 |
| 2007 | Sleigh Ride                                                           | This Christmas filmzene            |
| 2009 | Let’s Just Do It (Lisa Lopes featuring TLC and Missy Elliott)         | Eye Legacy                         |
| 2009 | Let’s Just Do It (Remix) (Lisa Lopes featuring TLC and Missy Elliott) | Eye Legacy                         |

## DVD-k
| Év   | DVD | Jegyzetek        |
| ---- | --- | ---------------- |
| 2003 | Hands Up/Girl Talk - DVD kislemez - Megjelent: 2003. április 15.                                                         | RIAA: aranylemez |
| 2004 | Now and Forever: The Video Hits - Videóklip-gyűjtemény - Megjelent: 2004. március 24. (Ausztrália) 2007. május 15. (USA) | RIAA: aranylemez |

## Videóklipek
| Ooooooohhh.... On the TLC Tip - Ain’t 2 Proud 2 Beg - Baby-Baby-Baby - What About Your Friends - Hat 2 Da Back CrazySexyCool - Creep - Red Light Special - Waterfalls - Diggin’ on You Fanmail - No Scrubs - Unpretty - Dear Lie | 3D - Girl Talk - Hands Up - Damaged - Turntable Filmzenék - Get It Up - Sleigh Ride Vendégszereplések - I’m Every Woman (Whitney Houston) [cameo] - Freedom (Theme from Panther) [2 változat] - What It Ain’t (Goodie Mob Ft. TLC) |